# Farkas Péter (birkózó)
Farkas Péter (Budapest, 1968. augusztus 14. –) olimpiai bajnok birkózó. Jelentős eredményeket kötöttfogású birkózásban ért el. 1988-tól 1996-ig szerepelt a magyar válogatottban.

## Sportolói pályafutás
1978-tól a Vasas, 1983-tól a Ganz-Mávag versenyzője volt. Egyesülete 1988-ban megszűnt. A versenyzőket a Spartacus vette át.
Első nemzetközi sikereit 1988-ban, a junior Európa-bajnokságon szerzett aranyérmével érte el. Ugyanebben az évben a budapesti FILA gálán első lett, miután legyőzte a világbajnok Popovot és a vb- és Eb-ezüstérmes Major Sándort.
1989-ben egykori edzőjét, Kocsis Ferencet követve, az Újpesthez igazolt. Márciusban, Bonnban nyert meg egy nemzetközi viadalt. Áprilisban 90 kg-ban lett magyar bajnok. Májusban az oului felnőtt Eb-n is bemutatkozott, egy negyedik helyezéssel.
1990 februárjában a kötöttfogású ob-n, a 90 kg-ba nevezett Komáromi Tibortól vereséget szenvedett az előcsatározások során, így nem tudta megvédeni címét. Egy hét múlva a szabadfogásúak között szerzett bajnoki ezüstérmet. Márciusban a Matura Mihály emlékversenyen visszavágott Komárominak. A szezon további versenyein már 86 kg-ban versenyzett. Az októberi római vb-n a döntőbe jutott, ahol a korszak egyik klasszisát, a szovjet Mamiasvilit győzte le. Az év végén az év magyar sportolója szavazáson negyedik lett.
1991 elején sérüléssorozat forgatta fel felkészülését. Az áprilisi Eb-ről aranyéremmel tért haza. Az augusztusi ob-n ezúttal 90 kg-ban indult. A döntőben Komáromitól szenvedett vereséget. A szeptemberi, várnai vb-n megvédte elsőségét. Az év sportolója szavazáson második lett.
1992 júliusában a magyar csapat gyűlésén Farkas olvashatta fel a sportolók esküjének szövegét. Az 1992. évi nyári olimpiai játékokon a 82 kg-os súlycsoportjában olimpiai bajnoki címet szerzett. Az év sportolója szavazáson ismét második lett.
Az olimpia után sokáig nem végzett teljes értékű edzésmunkát. 1993-ban a kötöttfogású ob-n 100 kg-ban indult. A döntőben könyöksérülése miatt visszalépett. Az Európa-bajnokságot kihagyta. A svédországi vb-n 82 kg-ban 5. helyezett lett. 1994-ben nem került be a vb- és az Eb-csapatba. A júniusi ob-n 90 kg-ban lett második. A döntőt bordasérülése miatt adta fel.
A következő évben, az április Eb-re még nem tudta hozni versenysúlyát, így kimaradt. Júniusban megnyerte az osztrák nemzetközi versenyt. A prágai VB-re hozta a 82 kg-os súlyhatárt, de kiesett. A csapatbajnokságon, a Vasas kölcsönversenyzőjeként ezüstérmes lett.
1996 februárjában az Akropolisz Kupán az 1992-es olimpiai győzelme után első versenyét nyerte meg. Márciusban, az ob-n második lett 90 kg-ban. A márciusi, budapesti Eb-n döntőbe jutott. A fináléban a szőnyegen 2-2-re végzett a török Yerlikayaval és kevesebb intése miatt Farkas nyert. A törökök óvása után videóról újrapontozták az összecsapást és Yerlikayat hirdették ki Európa-bajnoknak. Ezüstérmével kvalifikálta magát az olimpiára. Májusban Egerben, júniusban Varsóban nyert meg egy nemzetközi versenyt. Részt vett az 1996. évi nyári olimpiai játékokon, de kiesett. 1997 decemberében a Vasas színeiben a csb-n ezüstérmet szerzett. 2000-ben a Magyar Nagydíjon a negyedik lett 97 kilóban. Az ob-n 85 kg-ban kiesett.

## Sportolói pályafutása lezárulta után
Sportpályafutásának lezárulta után Farkas eltűnt a nyilvánosság elől. 2001-ben Budapesten egy szabálytalan parkolás miatt összetűzött az autóját elszállíttató rendőrrel. A konfliktus miatt két év felfüggesztett börtönt kapott. 2004-ben ismét letartóztatták Farkas Pétert, miután édesanyjának budapesti ingatlanán az addigi legnagyobb magyarországi marihuánaültetvényre és kábítószert előállító laboratóriumára bukkantak. Kábítószerrel való visszaélés miatt perbe fogták.
2006-ban a bíróság nem jogerősen felmentette. A bíróság 2008 novemberében 5 és fél év letöltendő fegyházbüntetésre ítélte, ám az ítélethirdetés közben Farkas Péter elhagyta a tárgyalótermet és megszökött az őrizetbe vételére odarendelt rendőrök elől. Szökése ismét a sajtófigyelem fókuszába állította az egykori birkózót. A sajtó szerint az olimpikon Thaiföldre távozott, ám 2009 végén Andorrában fogták el, majd december 12-én korábbi büntetését másodfokon hét évre súlyosították. A részére, 1992-ben adományozott Magyar Köztársasági Érdemrend kiskeresztje polgári tagozata kitüntetést Sólyom László köztársasági elnök – a kitüntetésre érdemtelenné válása miatt – 2010-ben visszavonta.
2012-ben perújítási indítványát a Pesti Központi Kerületi Bíróság elutasította. 2014 augusztusában szabadult.

## Sporteredményei
Kötöttfogású birkózásban:
- olimpiai bajnok (82 kg: 1992)
- kétszeres világbajnok (82 kg: 1990, 1991)
- világbajnoki 5. helyezett (82 kg: 1993)
- Európa-bajnok (82 kg: 1991)
- Európa-bajnoki 2. helyezett (82 kg: 1996)
- Európa-bajnoki 4. helyezett (90 kg: 1989)
- Junior Európa-bajnok (90 kg: 1988)

## Díjai, elismerései
- Kiváló ifjúsági sportoló (1988)
- Az év magyar birkózója (1990, 1991, 1992)
- A Magyar Köztársasági Érdemrend kiskeresztje (1992) visszavonva (2010)